# Епархия Фамагусты

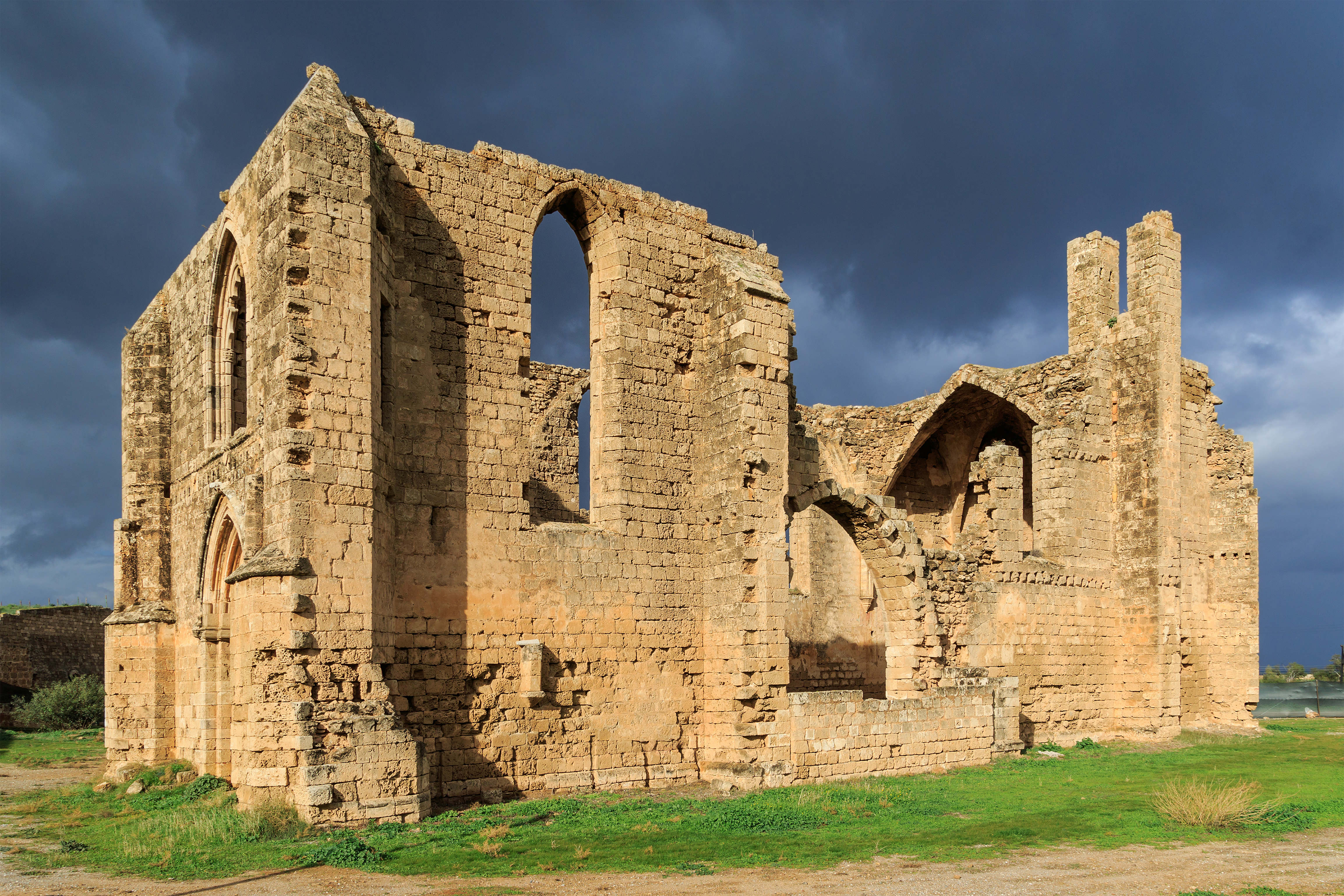
Кармелитская церковь в Фамагусте, место захоронения святого Петра Томы

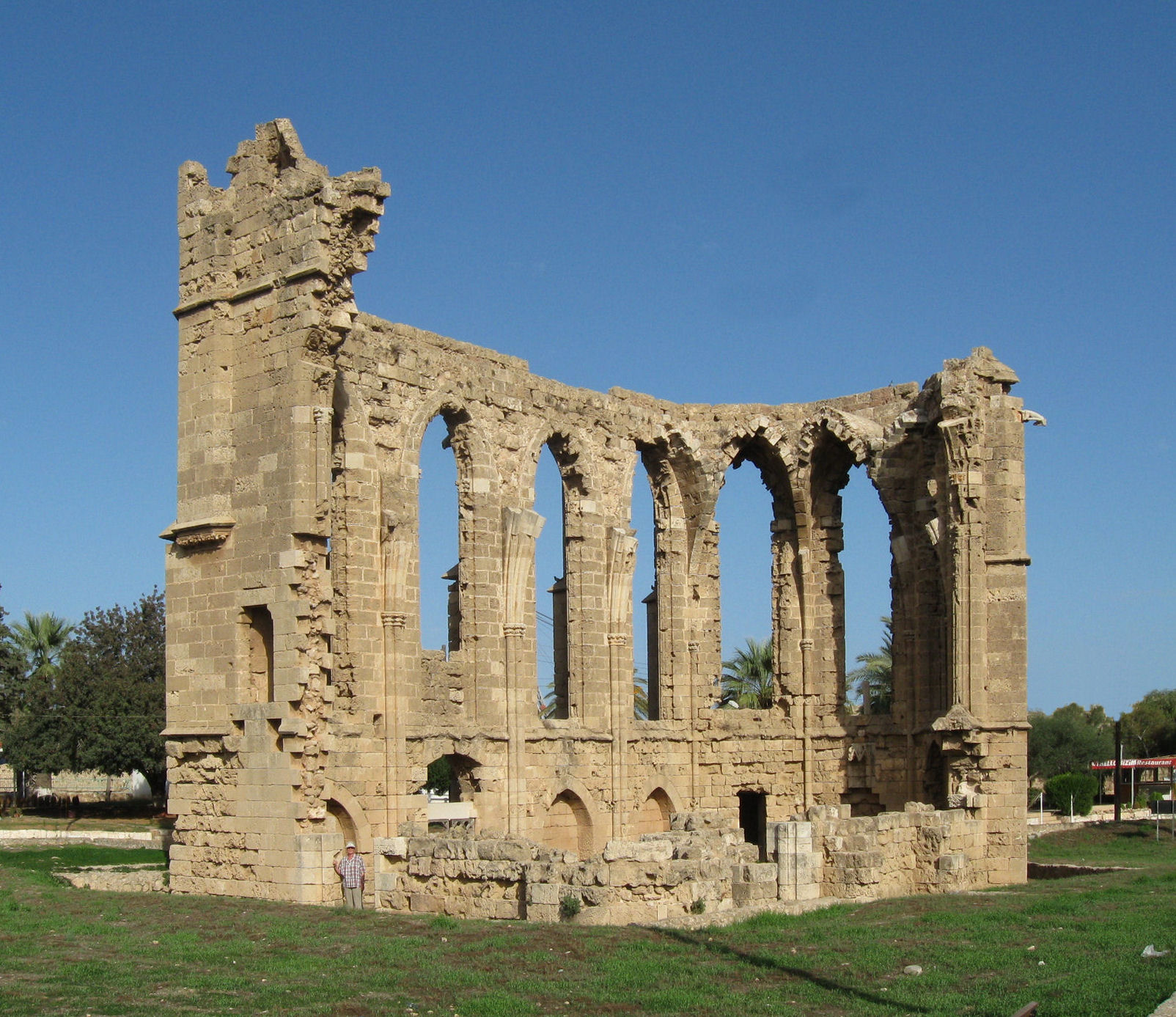
Церковь Святого Георгия латинян в Фамагусте

Епархия Фамагусты (лат. Dioecesis Famagustana) — упразднённая и в настоящее время титулярная епархия Римско-Католической церкви с центром в Фамагусте на острове Кипр.

## История
После того как Кипр перешёл под власть католического французского рода де Лузиньян, на острове по инициативе первого короля Кипра Амори I де Лузиньяна (1194—1205) с одобрения папы Целестина III были учреждены архиепархия латинского обряда в Левкосии (Никосии) и три подчинённые ей епархии в Лимасоле, Пафосе и Фамагусте. Епархия Фамагусты была учреждена 13 декабря 1196 года.
После падения Акры в 1291 году столица Иерусалимского королевства перемещается в Фамагусту, отныне именно здесь, в соборе Святого Николая, кафедральном храме епархии Фамагусты, проводилась коронация иерусалимский королей. Епархия Фамагусты, ранее являвшаяся простым епископством, стала олицетворением «святого» города Иерусалима. Короли Кипра стремились придать городу и епархии особый статус. Леонтий Махера писал: «Так как сарацины захватили Иерусалим из-за вражды и многих несчастий короли передали Фамагусте его титул, а также печати и монетный двор. И когда короли Иерусалима должны были короноваться, они приходили в Фамагусту».
В 1295 году папа Бонифаций VIII своей буллой присоединил к епархии Фамагусты епархию Антерадена, самую близкую к Фамагусте сирийскую епископию, завоёванную мусульманами. Епископ Фамагусты отныне именовался «епископ Фамагусты и Антерадена». В епархии Фамагусты продолжили свою деятельность капитул и каноники Антерадена, а равно иные церковные должностные лица (в частности, казначей церкви Антерадена). В булле Бонифация VIII 1295 года подчёркивалось, что избрание каноников Антерадена отныне должно было утверждаться архиепископом Никосии, несмотря на то, что церковь Антерадена находилась под юрисдикцией патриарха Антиохийского. Присоединение к епархии Фамагусты епархии Антерадена ещё более подчеркивало 
исключительный статус епархии Фамагусты.
В 1571 году Фамагуста была захвачена турками-османами, епархия Фамагусты стала титулярной, а собор Святого Николая был превращённый в мечеть, названную турками «магусской Айия-Софией».

## Ординарии
- Чезарио д'Аланьо (до 1211 — 1221), архиепископ Салерно-Кампанья-Ачерно с 1225
- Васко (1265—1267), францисканец, епископ Гуарды с 1267
- Бертран (1268—?)
- Иоанн (?—1278)
- Пагано (1278—?)
- Гийом (?—?)
- Маттео (до 1286 — ?)
- Бернард, апостольский администратор (1291 — ?), бенедиктинец
- Марцелл (упоминается в 1295), доминиканец
- Ги (1298—? )
- Балдуин (? около 1328)
- Марк (1328—1346), доминиканец
- Элвиз Чиппико (итал. Alvise Cippico)
- Марко Корнер (итал. Marco Corner) (1503-1504), апостольский администратор
- Маттия Угони (итал. Mattia Ugoni) (1504–1529)
- Джанфранческо Угони (итал. Gianfrancesco Ugoni) (1530–1543)
- Филиппо Бона (итал. Filippo Bona) (1543–1552)
- Витторе де Франчески (итал. Vittore de Franceschi) 1552–?
- Рагаццони Джироламо (1561-1572) - коадьютор